# Solco frontale superiore
Il solco frontale superiore anche denominato scissura frontale superiore è un solco posto tra la circonvoluzione frontale superiore e la circonvoluzione frontale media.
Questa scissura prende origine dal solco precentrale, segue un decorso orizzontale, diretto verso il polo frontale.

## Galleria d'immagini

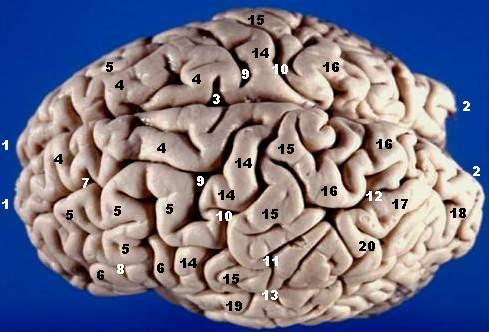
Il cervello umano - emisfero sinistro e destro - visione dall'alto e laterale